# Pullman (Washington)
Pullman is een plaats (city) in de Amerikaanse staat Washington, en valt bestuurlijk gezien onder Whitman County.

## Demografie
Bij de volkstelling in 2000 werd het aantal inwoners vastgesteld op 24.675.
In 2006 is het aantal inwoners door het United States Census Bureau geschat op 25.357, een stijging van 682 (2,8%).

## Geografie
Volgens het United States Census Bureau beslaat de plaats een oppervlakte van
23,3 km², geheel bestaande uit land. Pullman ligt op ongeveer 781 m boven zeeniveau.

## Plaatsen in de nabije omgeving
De onderstaande figuur toont nabijgelegen plaatsen in een straal van 24 km rond Pullman.